# Форт Карсон (Колорадо)
Форт Карсон (енгл. Fort Carson) насељено је место без административног статуса у америчкој савезној држави Колорадо.

## Демографија
По попису из 2010. године број становника је 13.813, што је 3.247 (30,7%) становника више него 2000. године.
| Група             | 2000.         | 2010.         |
| Белци             | 6.098 (57,7%) | 9.079 (65,7%) |
| Афроамериканци    | 2.114 (20,0%) | 1.590 (11,5%) |
| Азијати           | 226 (2,1%)    | 302 (2,2%)    |
| Хиспаноамериканци | 1.626 (15,4%) | 2.124 (15,4%) |
| Укупно            | 10.566        | 13.813        |